# Rio Jaboque
O rio Jaboque ou rio Zarqa é um dos dois principais tributários do rio Jordão, à margem leste, na Jordânia.  Deságua no Jordão entre o mar da Galileia e o mar Morto. É mencionado na Bíblia diversas vezes, a primeira por ter sido atravessado por Jacó, em conexão com sua luta com um anjo do Senhor, antes do encontro com Esaú. Atualmente, é conhecido em árabe como Nahr ez-Zarqa
.